# Jacques Rivette
Jacques Rivette (1. marts 1928 - 29. januar 2016) var en fransk filminstruktør.
Han var blandt skaberne af den franske Nouvelle Vague. Som de fire andre mest kendte nybølgeinstruktører – Claude Chabrol, François Truffaut, Jean-Luc Godard og Eric Rohmer – startede han sin karriere som filmkritiker ved det indflydelsesrige filmmagasin Cahiers du Cinema, hvilket han i 1963 blev redaktør for. Rivette udgjorde sammen med Jean-Luc Godard den mest eksperimenterende del af Nouvelle Vague. Han benyttede sig i flere film af improvisation fra skuespillernes side, og i hans mest radikale eksperiment, Out 1, der med sine næsten 13 timers varighed er kendt for at være en af de længste film, der nogensinde er lavet, lod han i høj grad skuespillerne finde på deres egne replikker. 
I forhold til Chabrol, Truffaut, Godard og Rohmer har Jacques Rivette overhovedet ikke haft den samme kommercielle succes, og selv i filmkredse har han ikke opnået særlig stor anerkendelse. Her er La Belle Noiseuse dog en undtagelse; trods dens 4 timers varighed høstede den bl.a. Den Gyldne Palme, der er hovedprisen ved den højt agtede filmfestival i Cannes.

## Udvalgte film
- Paris nous appartient (1960)
- Suzanne Simonin, la Religieuse de Denis Diderot (1965) (Bag klostrets mure)
- L'Amour fou (1968)
- Out 1 (1971 (1991); 773 minutter)
- Céline et Julie vont en bateau (1974) (Céline og Julie ta'r sig en tur)
- La Belle Noiseuse (1991) (Den skønne strigle)
- Secret défense (1998)
- Va savoir? (2001)